# Teoría del delito

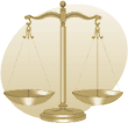
Teoría del delito

La teoría del delito "es un sistema categorial clasificatorio y secuencial en el que, peldaño a peldaño, se van elaborando, a partir del concepto básico de la acción, los diferentes elementos esenciales comunes a todas las formas de aparición del delito."
Existe cierta discusión al respecto, pero se acepta de forma mayoritaria que el delito se compone de tres categorías o elementos fundamentales: la tipicidad, la culpabilidad y la antijuridicidad. A partir de esta base se desglosan el resto de aspectos que constituyen el delito.
A la hora de abordar el concepto de delito, se reconocen dos posturas históricas principales: la teoría causalista del delito y la teoría finalista del delito.
Para la explicación causal del delito, la acción es un movimiento voluntario, físico o mecánico, que produce un resultado previsto por la ley penal sin que sea necesario tener en cuenta la finalidad que acompañó a dicha acción. Esta corriente atiende, principalmente, a los elementos referidos al desvalor del resultado, es decir, a la lesión o puesta en peligro de un bien jurídico; en cambio, la teoría finalista del delito considera que cualquier conducta humana se rige por una voluntad cuya manifestación exterior no puede dejar de ser tenida en cuenta a la hora de valorar el hecho delictivo. Este punto de vista pone mayor énfasis en el desvalor de la acción, es decir, en el reproche sobre el comportamiento del delincuente, sea este intencionado (dolo) o negligente (culpa).
Más recientemente, la teoría funcionalista intenta constituir un punto de encuentro entre finalistas y causalistas, destacando en esta línea Claus Roxin en Alemania y Paz de la Cuesta en España, entre otros.
La mayoría de los países de la tradición jurídica de Derecho continental utilizan la teoría finalista del delito. A partir de los años 90, en Alemania, Italia y España, aunque parece imponerse en la doctrina y jurisprudencia la estructura finalista del concepto de delito, se ha iniciado el abandono del concepto de injusto personal, propio de la teoría finalista, para introducirse paulatinamente las aportaciones político-criminales de un concepto funcionalista del delito orientado a sus consecuencias. Quizá la aportación más significativa a la teoría de delito del funcionalismo moderado sea la denominada teoría de la imputación objetiva, que introduce el concepto de riesgo en la tipicidad, buscando la moderación, en unos casos, de la amplitud de las conductas inicialmente susceptibles de ser consideradas como causa y en otros, la fundamentación de la tipicidad sobre la base de criterios normativos en aquellos supuestos en los que esta no puede fundamentarse en la causalidad (como sucede en los delitos de omisión, algunas modalidades de delitos de peligro, entre otros).

## Elementos del delito
Los elementos del delito son los componentes y características, no independientes, que constituyen el concepto del delito.
"Estudiemos analíticamente el delito para comprender bien la gran síntesis en que consiste la acción u omisión que las leyes sancionan. Solo así escaparemos, a la par, del confusionismo dogmático y de la tiranía política."

### Estructura del delito
A partir de la definición usual de delito (conducta típica, antijurídica, culpable y punible), se ha estructurado la teoría del delito, correspondiéndole a cada uno de los elementos de aquella un capítulo en esta. Así se divide esta teoría general en: tipos de sujeto (pasivo o activo) , acción o acto, omisión o conducta, tipicidad, antijuridicidad, imputabilidad, culpabilidad y la punibilidad. No obstante, aunque hay un cierto acuerdo respecto de tal definición, no todos le atribuyen el mismo contenido. Así son especialmente debatidas las relaciones entre sus diversos elementos y los componentes de cada uno de ellos.

## Sujetos del delito
- Sujeto activo es la persona física que puede cometer un ilícito penal.
- Sujeto pasivo es aquella persona que sufre el delito. Se suele dividir en dos, sujeto pasivo impersonal y sujeto pasivo personal.
- Sujeto pasivo impersonal: la víctima del delito es una persona moral o jurídica. Por ejemplo: el robo a una sociedad anónima.
- Sujeto pasivo personal: la víctima del delito es una persona física. Por ejemplo: la víctima de homicidio.

Existen otros dos tipos de sujeto pasivo, que van dependiendo conforme se vayan dando las circunstancias del delito. Se dividen en sujeto pasivo de la conducta y sujeto pasivo del delito.
- Sujeto pasivo de la conducta: es aquella persona que se ve afectada directamente por la acción llevada a cabo por el delincuente (sujeto activo).
- Sujeto pasivo del delito: es la persona que ve consecuencias de manera indirecta a partir de la acción del sujeto activo.

Un ejemplo de estos dos últimos sería: el empleado se dirige al banco para hacer un depósito en nombre de la empresa en la que trabaja, pero a mitad del trayecto es asaltado. El delincuente lo agrede (sujeto activo)y le causa varias lesiones. El empleado es el sujeto pasivo de la conducta (en él recae directamente la acción), mientras que la empresa es el sujeto pasivo del delito (se ve afectada indirectamente porque el dinero pertenecía a esta).

## La acción
La conducta humana (acción u omisión) es la base de toda la estructura del delito, por lo que se considera a la acción como núcleo central y el sustrato material del delito. Sin embargo, el concepto de acción engloba igualmente el de omisión, en la cual existe una conducta en la que conscientemente se evita una acción concreta. La acción constituye el soporte conceptual de la teoría del delito y el eje de la consideración axiológica y natural del hecho punible.

### El concepto de acción
Una de las principales funciones del concepto de acción es servir de límite o filtro para seleccionar previamente las acciones que pueden ser relevantes para el Derecho penal. El concepto de acción ha experimentado una evolución en la que se han entremezclado puntos de vista filosóficos, político-criminales y dogmáticos.

#### Concepto causal de acción
La acción es la "conducta voluntaria humana, que consiste en un movimiento de su organismo destinado a producir cierto cambio, o la posibilidad, en el exterior del mundo vulnerando una norma prohibitiva."
El concepto natural de acción es creación de Franz von Liszt y Ernst von Beling, quienes son los fundadores del sistema clásico del delito. Franz von Liszt define por primera vez el concepto de acción como la producción, reconducible a una voluntad humana, de una modificación en el mundo exterior. En este concepto, para la modificación causal del mundo exterior debía bastar cualquier efecto en el mismo, por mínimo que sea. Debido a la imposibilidad del concepto señalado de explicar la omisión, von Liszt fórmula más tarde una segunda descripción, diciendo que "acción es conducta voluntaria hacia el mundo exterior; más exactamente: modificación, es decir, causación o no evitación de una modificación (de un resultado) del mundo exterior mediante una conducta voluntaria." Correlativamente, Beling sostiene que existe acción si objetivamente alguien "ha emprendido cualquier movimiento o no movimiento", a lo que subjetivamente ha de añadirse la comprobación de "que en ese movimiento corporal o en esa falta de movimiento animaba una voluntad". En resumen, el concepto de Beling consiste en que "la acción debe afirmarse siempre que concurra una conducta humana llevada por la voluntad, con independencia de en qué consista esa acción" (es decir, no considera dentro de su concepto el contenido de la finalidad perseguida mediante la acción -o inacción- comportada).

#### Concepto finalista de acción: Hans Welzel
Toda la vida comunitaria de los seres humanos se estructura sobre la actividad final de estos. Los miembros de la sociedad pueden actuar conscientes del fin, es decir, proponerse fines, elegir los medios requeridos para su obtención y ponerlos en movimiento con conciencia del fin. Esta actividad final se llama acción.
Teoría acuñada por Hans Welzel, en donde postula que la base de la acción finalista persigue un determinado objetivo por parte de la persona que incurre en una conducta delictiva.
Para comprender mejor la acción finalista, consideramos oportuno presentar el siguiente ejemplo, dado por Welzel: “A y B se proponen robar a X, inhabilitándolo previamente para resistir. Con este objeto, optan -primero- por utilizar un cinturón para sujetar a la víctima por el cuello; luego, substituyen este medio -por estimar que X podría morir asfixiado- por el uso de una cachiporra con lo cual lo aturdirían. De esta manera, los autores han escogido una meta a alcanzar; han seleccionado el medio idóneo; y, así mismo, han calculado los efectos concomitantes de su acción. Cuando A y B materializan su proyecto criminal, utilizan la cachiporra, sin lograr aturdir a la víctima; por lo que recurren al primer medio. Estrangular a X con el cinturón hasta que pierde conocimiento, y dejan amarrado el cinturón en torno al cuello de la víctima, mientras se apoderan del botín. Cuando, posteriormente, aflojan el cinturón, X ha fallecido asfixiado. En esta segunda fase, los delincuentes han concretizado su plan de robar a X después de reducirlo a la impotencia. Pero, como ellos han modificado la originaria dirección de su acción -destinada a evitar la muerte de X-, han incluido en su voluntad de realización los posibles efectos concomitantes como parte del resultado total a efectuarse para el logro del fin”. (José hurtado pozo: 1987:166)
Los defensores de la teoría causalista afirman que, también, existe la voluntad dentro su teoría, pero dicha voluntad dirigida al fin, a la meta, al objetivo planteado por la persona consiente y voluntariamente, siendo este fin alcanzado a través de la perpetración del delito, es así que la acción delictual de la persona cobra vida en lo que se llama la teoría de la acción finalista, el delincuente tiene un objetivo, esa es la razón de ser de su acción, mediante la misma obtiene lo deseado, se cristaliza el dolo en su conducta.
“Así, Stratenwerth dice que estos "supuestos faltan en el momento voluntario en el sentido tradicional de la teoría de la acción"; pero al mismo tiempo, afirma que: "no obstante su carácter inconsciente, se trata de acciones dirigidas de tal manera que pueden resultar conscientes". Este autor alemán se esfuerza en explicar que: "comportamientos inconscientes son posibles de ser dirigidos hacia un fin", y que "sólo en la medida en que lo sea, es razonable incorporarlos al concepto como objeto posible de la valoración jurídico-penal". Este esfuerzo no logra, sin embargo, neutralizar de manera satisfactoria las objeciones formuladas contra la teoría finalista.”(José hurtado Pozo:1987:167) el autor Peruano menciona a Stratenwerth, un autor Alemán, que en un intento bastante coherente postula que las acciones causalistas, que no tienen fin y solo obedecen a la voluntad, pueden transformarse en comportamientos que obedecen a un fin consiente, con aquello intenta neutralizar los fundamentos de la teoría de la acción finalista y que estos pertenezcan o formen parte de la teoría de la acción causal o natural, con una variable bastante interesante que puede ser entendida como la conversión de la acción causal a una acción con un fin u objetivo previo. Empero, este aporte no logra dispersar los fundamentos de la acción finalista. (Rasguido Miqui Víctor Rafael: El Delito de Simulación de Violación Sexual y La Aplicación de Medidas de Readecuación de Conducta en Base a los Fundamentos Doctrinales de la Victimodogmática: Tesis de grado – Derecho y ciencias jurídicas; Universidad de Aquino Bolivia: 2014: Bolivia)
Cuando el ser humano es corporalmente causal sin que pueda dominar su movimiento a través de un acto de voluntad, sea porque obre como simple masa mecánica (al ser empujado por otra persona, por ejemplo) o porque ejecute movimientos reflejos, su quehacer queda excluido del ámbito de las normas del Derecho penal. La exigencia de la voluntariedad de la conducta humana es un presupuesto esencial del juicio jurídico penal. Voluntariedad es la posibilidad de dominio de la actividad o pasividad corporal humana.
El objeto de las normas penales es la conducta humana, esto es, la actividad o pasividad corporal del hombre sometida a la capacidad de dirección final de la voluntad. Esta conducta puede ser una acción, el ejercicio efectivo de actividad final, o la omisión de una acción, es decir, el no ejercicio de una actividad final posible.

##### El concepto de acción
Una acción humana es un ejercicio de actividad final. La finalidad o el carácter final de la acción se basa en que la persona humana, gracias a su saber causal, puede prever, dentro de ciertos límites, las consecuencias posibles de su actividad. Puede proponerse fines diversos y dirigir su actividad, conforme a un plan previamente trazado, a la consecución de esos fines.
Actividad final es un obrar orientado conscientemente hacia el fin perseguido. En cambio, el acontecer causal no está dirigido al fin previsto, sino que es la resultante del efecto de la acción sobre los componentes iniciales existentes en cada caso, incluyendo las consecuencias involuntarias e imprevistas que configuran el resultado final. Por eso, suele decirse que la finalidad es «vidente», y la causalidad «ciega».
La dirección final de una acción se lleva a cabo en dos etapas:
1. La primera transcurre totalmente en la esfera del pensamiento. Empieza con la anticipación o proposición del fin que el autor quiere realizar y continúa con la selección de los medios para la consecución del objetivo. El autor determina los factores causales necesarios para el logro del mismo.
2. De acuerdo con la anticipación mental del fin y la elección de los medios, el actor efectúa su acción en el mundo real. Ejecuta, conforme a su plan, los medios de acción escogidos con anterioridad para obtener la realización del fin.

### La ausencia de acción
Puesto que no hay delito sin acción, obviamente cuando no existe acción tampoco hay delito. Invariablemente ocurre así cuando falta una manifestación exterior, o sea, una modificación externa.
No obstante, se prestan a duda aquellos casos en que existe un hecho externo, pero respecto del cual hay una ausencia de voluntad que lo haya dirigido. Para resolverlos se ha establecido, como criterio general, que no hay acción cuando se puede afirmar que la persona involucrada solo ha tomado parte físicamente en el hecho, pero sin intervención de voluntad consciente en la conducción de dicho proceso causal.
Habíamos hecho énfasis a la acción corporal del hombre que postula, la teoría de la acción, empero, si no existiese accio´n ¿qué es lo que sucede? Según M. Ossorio la omisión es “abstención de actuar, inactividad frente a deber o convivencia de obrar” esto quiere decir ausencia de acción en frente a un deber que solicita, valga la redundancia, una acción eficaz.
podemos finalizar diciendo que el delito no necesariamente es incurrir en algún delito a través de una acción sino, también, ante la falta de esta en frente de hechos en donde su acción hubiera podido impedir que un resultado negativo se produzca. En la omisión de socorro por ejemplo, la acción de la persona de auxiliar a las víctimas, podría impedir que muchos de ellos pierdan la vida, sin embargo, al omitir la acción un resultado trágico y no deseado podría llegar a surgir.

#### Fuerza irresistible
El concepto de fuerza irresistible ya era contemplado en el Derecho romano y en el Derecho común con el nombre de vis physica absoluta o ablativa. Puede definirse como una situación en la que el sujeto no tiene la posibilidad de actuar de otra forma. Es una fuerza externa (proveniente de la naturaleza o de la acción de un tercero) sobre el cuerpo del actor, que hace que esté sea utilizado como un instrumento o como una mera masa mecánica. Por ejemplo: se produce un terremoto y las personas que viven en un edificio pugnan por salir, al llegar a las escaleras, una resbala y cae sobre otra produciéndole la muerte; en este caso el sujeto que resbaló actuó con fuerza física irresistible - el temblor -, por lo que no hay acción. Un caso diferente se da si fue una persona la que produjo la fuerza física irresistible, pues esta si responde, por ejemplo: si "A" empuja a "B" para que impulse a "C" que se encuentra en el borde de un barco y, efectivamente "C" cae y muere, "A" responde por la muerte de "C", mientras "B" solo fue víctima de una fuerza irresistible - empujón - producido por "A".
es culpa 
El concepto de fuerza irresistible también es de gran importancia en el Derecho penal, porque excluye la acción del individuo, ya que quita toda voluntariedad a su conducta. O si queremos ser más preciso, el individuo que se ve afectado por una vis physica, no se da en él una conducta humana.
Por supuesto, si el individuo no ejecuta una acción, puede realizar el hecho típico, antijurídico y penado en el Derecho positivo, pero no podemos, en puridad, hablar de comisión de delito: el actor del "delito" (entendamos ahora como hecho típico, antijurídico y penado), es inimputable.
Así, y repitiendo lo dicho, para poder hablar de delito o falta a la ley penal, debe haber una acción o una omisión, y la vis physica excluye la misma.

#### Reflejos condicionados
No constituyen acción ya que dichos condicionamiento de reflejos no son controlados ni producidos por la voluntad de la persona. Como indica el profesor Francisco Muñoz Conde: «El estímulo del mundo exterior es percibido por los centros sensores que lo trasmiten, sin intervención de la voluntad, directamente a los centros motores».

#### Estados de inconsciencia
Excluyen la acción por cuanto no interviene la voluntad del sujeto y ello ocurre tanto en los casos ejecutados durante el sueño normal o anormal (sonambulismo). También se excluye como causa de exclusión de la acción la denominada embriaguez letárgica, donde se produce una total anulación de la conciencia, pero también una paralización del cuerpo. Por último, se ha discutido si cabe incluir la hipnosis en los estados de inconsciencia. Actualmente la psiquiatría ha puesto de manifiesto que los hipnotizados nunca pierden por completo la consciencia de sus actos. Por tanto, la sugestión hipnótica no puede dar lugar a la exclusión de la voluntad y de la acción; o de la capacidad de acción inherente a la omisión, sino únicamente a una exclusión o atenuación de la imputabilidad o capacidad de culpabilidad, pudiendo aplicarse la eximente completa o incompleta de anomalía o alteración psíquica.

### Faz objetiva del tipo

#### Conducta
Es toda actuación controlada y dirigida por la voluntad del hombre que causa un resultado en el mundo fenomenológico.

#### Nexo entre la conducta y el resultado
La prueba de la relación de causalidad es un elemento imprescindible en los delitos de resultado para la calificación como típica de la conducta.

##### Teoría de la equivalencia de condiciones
La teoría causal más extendida y comúnmente admitida es la teoría de la equivalencia de condiciones, si bien no en su versión tradicional (conditio sine qua non), sino como teoría causal que explica lógicamente por qué a una acción le sigue un resultado en el mundo exterior según las leyes de la naturaleza.  Una vez constatada la existencia de una relación de causalidad, en algunos supuestos será necesario comprobar que, además, la conducta es imputable a su autor. Esta atribución se realiza, según la teoría de la imputación objetiva, con base a criterios normativos limitadores de la causalidad natural. En primer lugar, habría que constatar que la conducta o acción incrementó el riesgo prohibido y, a continuación, que el riesgo creado fue el que se materializó efectivamente en el resultado producido.

##### Teoría de la imputación objetiva
Ante la crítica doctrinal de la teoría de la causalidad en España y Alemania, se elaboró esta teoría alternativa. Existen tipos penales de cuya causalidad se duda o que, siendo causales, se duda de su tipicidad. El ejemplo más claro de esta crítica son los delitos omisivos. En estos tipos, la no realización de una conducta es lo que se pena, pero no es racionalmente posible atribuir a esa inacción el posible resultado posterior, pues no se sabe qué sucedería si el agente hubiese actuado como se lo pide la norma.
Ante este obstáculo, la doctrina ha elaborado la teoría del riesgo típicamente relevante, para poder atribuir tipicidad a una acción. En primer lugar se analiza si, efectivamente, la conducta realizada despliega un riesgo de entre los tutelados por la norma penal. Así, en caso de un delito comisivo, el análisis de una conducta homicida deberá determinar que, por ejemplo, disparar a otro con un arma de fuego es una conducta que despliega un riesgo, de los contemplados por la norma, que prohíbe el homicidio; es decir, que es idóneo para entrar dentro de la descripción normativa de homicidio. De esta forma, causar la muerte a otro clavándole una aguja en el dedo, provocando así una reacción química inesperada no es un riesgo de los previstos por la norma penal, pues el clavar una aguja a otra persona no es una conducta socialmente vista como suficientemente riesgosa para causar un homicidio (aunque, efectivamente, exista una relación causal).
Por el otro lado, en el supuesto de un delito omisivo, como el de no socorrer a alguien que está en peligro, la conducta de no hacer nada no es causal del posible daño posterior, pero sí despliega un riesgo de los previstos por la norma. Es decir, no hacer nada ante esa situación es justamente aquello que la norma penal busca prevenir. A partir de la constatación de ese riesgo típicamente relevante, se debe comprobar si el resultado (la muerte, las lesiones, etc.) es expresión de ese riesgo y no fruto de otras conductas o eventos ajenos al agente. Este último análisis no se realiza en delitos llamados «de mera actividad» en los que no hace falta un resultado para que haya delito (por ejemplo, el de allanamiento de morada).
Exponentes claros de la teoría de la imputación objetiva son los profesores Claus Roxin o Günther Jakobs, en Alemania, o la profesora Paz de la Cuesta, con su libro Tipicidad e imputación objetiva (1995 y 1998).

#### Resultado
El resultado es la consecuencia externa y observable derivada de la acción (manifestación de voluntad). Los códigos penales castigan en algunos casos la acción (delitos de simple actividad) y en otros el resultado que se deriva de esta (delitos de resultado). Pero también puede haber conductas de no hacer o dejar de hacer que traen como consecuencia un resultado y puede ser formal o material.

### Faz subjetiva del tipo Dolo
El dolo ha sido definido por numerosos e importantes autores, entre los que destacan Hernando Grisanti, Francesco Carrara, Manzini y Luis Jiménez de Asúa, quienes han emitido un concepto completo de lo que se entiende por el dolo.
- Según Hernando Grisanti, el dolo es la voluntad consciente, encaminada u orientada a la perpetración de un acto que la ley tipifica como delito.
- Según Francesco Carrara, el dolo es la intención más o menos perfecta de hacer un acto que se sabe contrario a la ley.
- Manzini define al dolo como la voluntad consciente y no coaccionada de ejecutar u omitir un hecho lesivo o peligroso para un interés legítimo de otro, del cual no se tiene la facultad de disposición conociendo o no que tal hecho está reprimido por la ley.
- Luis Jiménez de Asúa dice que el dolo es la producción del resultado típicamente antijurídico con la conciencia de que se está quebrantando el deber, con conocimiento de las circunstancias de hecho y del curso esencial de la relación de causalidad existente entre las manifestaciones humanas y el cambio en el mundo exterior, con la voluntad de realizar la acción u con representación del resultado que se requiere.

En suma, puede decirse que el dolo es conocimiento y voluntad de realizar un delito o una conducta punible. El dolo está integrado entonces por dos elementos: un elemento cognitivo: conocimiento de realizar un delito, y un elemento volitivo: voluntad de realizar un delito o en pocas palabras significa: "El querer de la acción típica".
En las diversas escuelas penales modernas la discusión en relación con el dolo se ha escenificado sobre el alcance que se le da al elemento cognitivo del dolo y la ubicación sistemática del dolo.
Es así como para el causalismo (clásico y neoclásico) -escuela penal alemana que tuvo su auge entre 1870 y 1930 aproximadamente en ese país-, el elemento cognitivo del dolo comprende el conocimiento de los hechos, esto es, el conocimiento del comportamiento que se está realizando, y el conocimiento de la antijuridicidad del hecho, es decir, el conocimiento de que el comportamiento que se está realizando se encuentra prohibido por el derecho penal. El dolo en el causalismo es concebido como un elemento o característica de la culpabilidad, categoría en la cual se evalúan la mayor parte de los aspectos subjetivos o psicológicos del hecho punible.
Por el contrario, para el finalismo -escuela penal germana que tuvo su esplendor entre 1945 y 1960 aproximadamente en el país teutón-, el elemento cognitivo del dolo solo abarca el conocimiento de los hechos, valga decir, el conocimiento del 
ncomportamiento que se está realizando. El dolo en el finalismo esubicado como un elemento de la tipicidad, conformando el denominado tipo subjetivo del delito doloso. El conocimiento de la antijuridicidad, o sea, el conocimiento de que el comportamiento que se realiza está proscrito por el derecho penal, es deslindado del dolo y es concebido como un elemento de la culpabilidad.

#### Clases de dolo
- Dolo directo: Se produce cuando un sujeto se representa en su conciencia el hecho típico, es decir, constitutivo de delito. En el dolo directo el autor tiene el total control mental de querer y saber cuál es la conducta típica que se plantea realizar y la comete, independientemente de que aquella acción dé sus resultados esperados. Ejemplo: "Juan decide matar a Diego por envidia, llega a la puerta de su casa, lo espera, lo ve y le dispara al corazón".
- Dolo de primer grado: predomina la voluntad de la persona de realizar el hecho punible.
- Dolo de segundo grado: predomina el elemento conocimiento, el saber lo que se está realizando, combinación de voluntad y conciencia, siempre el dolo va a tener el volitivo y cognoscitivo.
- Dolo indirecto: es aquel que se materializa cuando el sujeto se representa el hecho delictivo, pero no como un fin, sino como un hecho o efecto inevitable o necesario para ㏑actuar o desarrollar la conducta típica. Ejemplo: "Roberto quiere dar muerte a Pedro, le pone una bomba en el auto, la bomba explota y producto de ello mueren la señora y los hijos de Pedro". La finalidad no es matar a la familia, pero es necesario.
- Dolo eventual: cuando el sujeto se representa el resultado delictivo de su acción como posible pero supeditado a la misma y, por tanto, lo incluye y asume en su voluntad. Ejemplo: "Miguel, pretendiendo llegar a tiempo al aeropuerto para coger su avión, decide conducir su automóvil a una velocidad muy alta cuando atraviesa una zona escolar. Es consciente de que, si conduce de esa manera, puede llegar a atropellar a algún ser humano, pero incluye dicha posibilidad en su voluntad porque lo importante, para él, es conseguir embarcar en su avión."

#### Culpa
La psicología dice que la culpabilidad como relación psicológica del autor con el hecho y la posición psicológica frente a él. La relación dada puede ser indirecta y radicar en un prever que no es otra cosa que un caso de culpa pero está vinculado a la acción.
La normativa en este caso la culpa no se agota con psicología y el dolo y la culpa es un juicio formulado sobre los juicios de hecho. 
El tipo culposo individualiza una conducta (al igual que el doloso). La conducta no se concibe sin voluntad, y la voluntad no se concibe sin finalidad, la conducta que individualiza el tipo culposo tendrá una finalidad, al igual que la que individualiza el tipo doloso.
Pero el tipo culposo no individualiza la conducta por la finalidad sino porque en la forma en que se obtiene esa finalidad se viola un deber de cuidado.

##### Formas de culpa
- Imprudencia: Afrontar un riesgo de manera innecesaria pudiendo evitarse (hacer de más).
- Negligencia: Implica una falta de actividad que produce daño (no hacer).
- Impericia: Se presenta en aquellas actividades que para su desarrollo exigen conocimientos técnicos especiales (no saber hacer).
- Inobservancia de reglamentos: Puede implicar dos cosas. O conociendo las normas se vulneran, lo que implica "imprudencia". O, teniendo obligación de conocer los reglamentos, se desconocen y se despliega, entonces, una actividad que implica "negligencia".

### Causas de atipicidad
Las causas de atipicidad se dan en los supuestos en los que concurren unas determinadas circunstancias que suponen la exclusión de la tipicidad de la conducta, negando con ello su inclusión dentro del tipo penal.

#### Atipicidad objetiva
Se da cuando en los elementos objetivos del tipo uno de ellos no encuadra en la conducta típica o simplemente no se da. Se dice que existe ausencia del tipo cuando en la ley no se encuentra plasmada o regulada alguna prohibición de alguna conducta, acorde al principio de legalidad penal.
Por ejemplo, la blasfemia no está tipificada como delito en la mayoría de los países. Aunque para muchos pueda ser una actitud reprochable, esta no será castigada por la ley o el Estado, ya que no es una conducta recogida y penada en el código penal.

#### Error de tipo
El error de tipo es el aspecto negativo del elemento intelectual del dolo. Es la falla de la conciencia de los elementos del tipo penal, ya sea por error o ignorancia. Es el desconocimiento de circunstancias objetivas de la situación fáctica necesarias para configurar el tipo a través de la conducta debido a percepciones erradas de elementos de la realidad dentro de la cual se desarrolla la conducta del agente. El dolo tiene un elemento de conocimiento de las circunstancias y voluntad de realizar la conducta típica con base en esta información, de haber distorsiones en la percepción de la realidad de las circunstancias, esto elimina el elemento volitivo de desplegar la conducta típica ya que no se puede desear lo que no se conoce.
El error de tipo tiene como efecto principal eliminar el dolo. Si el dolo es la voluntad de realizar el tipo objetivo con conocimiento de todos y cada uno de sus elementos, evidentemente el error que recae sobre el conocimiento de alguno de los componentes objetivos, eliminará el dolo en todos los casos.
En efecto, el error de tipo se presenta bajo dos formas: a) Invencible. b) Vencible. En los dos casos se elimina el dolo, pero en el segundo de los supuestos deja subsistente la imprudencia, siempre y cuando se encuentre incriminado el tipo culposo.
La consecuencia que se prevé para este tipo de error es -al desaparecer el dolo- la atipicidad de la conducta si el error es invencible, y el castigo con la pena del delito culposo, cuando el error es vencible, siempre que esté tipificado, ya que hay un sistema cerrado con relación a los tipos penales culposos. Resulta entonces que si no hay tipo culposo, aunque el error sea vencible, la conducta resultará atípica.
La teoría del error pretende establecer un margen de flexibilidad a la eficacia erga omnes del Derecho, evitando que esta consista en una aplicación del summum ius summa iniuria. Como reconoce en la mayoría de los códigos civiles, el principio de ignorancia de la ley no exime de su cumplimiento. En herencia del Derecho Romano, los ordenamientos jurídicos continentales se rige por el principio ignorantia vel error iurisnon excusat ("La ignorancia o error de derecho no excusa.").
La primera distinción que se hace al definir el concepto penal de error es la diferencia entre error e ignorancia; ya que el primer concepto hace referencia al conocimiento deformado de la realidad o de su significación social o jurídica, y el segundo es la ausencia total de conocimiento perceptivo o valorativo sobre algo. Aunque se presentan como dos ideas diferentes, que tiene los mismos efectos jurídicos, será indiferenciable que el sujeto menoscabe un bien jurídico porque pareció un error invencible o porque simplemente ignoraba que era un bien jurídico valioso para los demás y protegido por un sistema coercitivo penal.
En cuanto a la distinción en las clases de error, la doctrina está muy dividida. La doctrina alemana moderna niega la distinción clásica entre error de hecho y de Derecho, y acepta la división que hace Carrara entre error de Derecho penal y error de Derecho no penal (Beling, Liszt). La división actual entre error del tipo, referida a los elementos que forman parte del mismo, que pueden ser fácticos, valorativos e incluso normativos, y el error de prohibición atañe a la valoración de la conducta frente al ordenamiento jurídico en su totalidad, comprendiendo que el error no solo como la significación antijurídica general del hecho, sino como el error sobre la personal legitimación del autor para llevarlo a cabo. Cabe advertir que la frontera para distinguir ambas clases de error no es del todo nítida, por lo que no está exenta de defectos o inconvenientes al analizar los elementos normativos del tipo como ya apuntó el profesor Mezguer.
En el error sobre el tipo el sujeto no percibe de forma correcta la realidad de su conducta, ya que conoce algunos de sus elementos pero no todos. En el error de prohibición el sujeto no conoce que lo que está realizando es un hecho ilícito.
Los supuestos psíquicos en caso del error del tipo, donde conoce algunos de los elementos del tipo pero no todos, se pueden clasificar en error vencible e invencible.

#### Error de prohibición
El error de prohibición recae en la percepción errada de la antijuridicidad donde el agente despliega la conducta típica pensando erróneamente que lo que está haciendo está permitido y que obra conforme a derecho. En el error de prohibición, el sujeto conoce todos los elementos del tipo penal, sabe lo que está haciendo aunque en algunos casos desconoce que el hecho en si es típico, y en otro sabe que es típico pero cree que no es antijurídico. Le falta la conciencia de antijuridicidad o cree que su acción es lícita. Aunque en estos casos se puede atenuar la pena debido a la falta de dolo con conocimiento de la antijuridicidad, no se puede prescindir de ella, ya que su conducta negligente, que no ha actuado con el debido deber de cuidado y ha llevado al perjuicio de un bien jurídico permite afirmar la tipicidad. Situación muy diferente del error vencible del tipo en los que ni siquiera se actúa con conocimiento de la peligrosidad de la conducta para un determinado bien, doctrina minoritaria defendida por Hans Welzel.
El error de prohibición puede darse cuando una persona lega en derecho que, inducida en error por una autoridad que le indica erróneamente que está permitida, realiza una conducta típica. Un ejemplo de esto es una persona que comete una infracción de tránsito porque un inspector le ha indicado erróneamente un límite de velocidad mayor al que está tipificado en la ley.

##### Clasificaciones del error de tipo
Las consecuencias derivadas del error del tipo siempre excluyen el dolo, pero no significa que el sujeto activo del delito que ha actuado bajo un error de tipo no incurra en responsabilidad penal. Las consecuencias jurídico penales de su conducta dependerán si el error cometido recae sobre los elementos esenciales o sobre los accidentales.
Los elementos esenciales son aquellos elementos objetivos que caracterizan la conducta típica, y que configuran el “tipo básico”.
- Error invencible: es aquel que no tenía la posibilidad de evitarse. Cualquier persona en la situación del autor y aun actuando con la máxima diligencia hubiera cometido el mismo error. El autor ni sabía ni tenía la conciencia de que realizaba una conducta típica
- Error vencible: es el error que se podía haber evitado si el sujeto activo hubiera actuado observando el cuidado debido. El sujeto no actúa con dolo pero se tiene que comprobar si ha actuado con imprudencia, es decir si ha superado el riesgo permitido infringiendo el deber de cuidado que se exige. El castigo realizado con el error del tipo vencible solo será posible si está tipificada la comisión imprudente del delito, ya que si esta no se encuentra positivada en el código penal quedará impune (Principio de Legalidad por el que se rige todo nuestro Ordenamiento Jurídico). Ejemplo: Si A mantiene relaciones sexuales con B, con una niña de 15 años, creyendo que por su desarrollo físico tenía como mínimo 18 años, no está cometiendo un delito doloso de abusos sexuales, ya que desconocía un elemento esencial del tipo. Este error, aunque podría haberlo evitado excluye la responsabilidad penal en todo momento ya que en el código no aparece el delito de abusos sexuales con imprudencia. Un caso especial a tener en cuenta es cuando el sujeto activo incurría en un error vencible, siendo este no solo evitable sino que hubo un desinterés por parte del autor para conocerlo “ceguera sobre los hechos”.

El error puede recaer sobre los diferentes elementos típicos, de acuerdo con esto podemos distinguir:
- Error sobre el objeto de la acción (error in objeto vel in persona) en principio no tiene una especial trascendencia la cualidad del objeto o de la persona sobre la que recae la acción. Es irrelevante que Juan se haga con el collar de Pepa creyendo que su dueña era Luisa, o que mate a Pepe en vez de a Pablo.  El error es irrelevante cunando los objetos son homogéneos, es decir de igual naturaleza; aunque no ocurre lo mismo si los objetos son heterogéneos, por ejemplo: Juan quiere matar al pájaro del vecino y mata al vecino, el error causará un concurso de delito que el autor quería realizar, un delito en grado de tentativa y un delito imprudente consumado. A partir de esto podemos distinguir dos supuestos:
- El error sobre una persona que goza de una protección especial. En este caso el error es relevante.
- El error sobre una persona que está protegida de la misma forma: el error es irrelevante porque en ambos casos concurre el mismo tipo de homicidio, donde lo necesario es que se mate de forma voluntaria a otro.

- Error sobre la relación de causalidad

Las desviaciones inesenciales o que no afectan a la producción del resultado pretendido por el autor son irrelevantes. Sin embargo si el resultado se produce de un modo desconectado de la acción del autor, como mucho se le podrá imputar el hecho como tentativa. A la vista de esto puede suceder; que la desviación en el proceso causal excluya la posibilidad de imputación objetiva del resultado por la ruptura necesaria de la relación del riesgo con la conducta. Verbigracia, se quiere matar a Juan a causa de un envenenamiento, pero el sujeto pasivo muere días después por una negligencia médica. En este caso aunque se dé el tipo subjetivo del delito doloso de homicidio, falta la realización en el resultado del peligro implícito de la acción lesiva inicial, y la falta de la relación de causalidad del resultado con la acción.
Que la desviación no excluya la imputación objetiva del resultado causado. El error será irrelevante si el riesgo realizado no constituye una clase de riesgo distinta a la abarcada con dolo directo eventual. Pedro dispara contra Juan directo al corazón, la bala finalmente alcanza el pulmón pero le causa de igual forma la muerte. La equivocación no causa un cambio de delito ni de circunstancias, por lo que el error es irrelevante. En cambio el error sí que será relevante cuando este suponga un cambio en la calificación de hecho o en sus circunstancias influyentes al imputar la responsabilidad penal o cuando el riesgo realizado sea de otra clase que el que abarca el dolo. Aquí podemos incluir los casos en los que el hecho se produce por una acción anterior o posterior dolosa. Tu intentas matar a tu amante de un golpe en la cabeza, creyendo que esta sin vida solo le has dejado inconsciente, le entierras, y la autopsia posterior determina que se ha muerto por asfixia debido al enterramiento.
- Error en el golpe (aberratio ictus)  se suele dar en los delitos contra la vida y la integridad física. El sujeto activo, por su mala puntería mata a Carmen en vez de a José. En este caso se considera que hay tentativa de delito doloso en concurso con un delito imprudente consumado;  un sector doctrinal considera que al ser resultados típicos equivalentes la solución debe ser igual que en el error sobre la persona y aparecería un único delito consumado. Según el profesor Muñoz Conde, esta solución sería injusta cuando además de la tercera persona alcanzada por el disparo, también es dañado la persona a la que pretendía herir, y desde luego no se puede aplicar con resultados heterogéneos.

- El dolus generalis el sujeto activo cree haber consumado el delito, cuando en verdad ha sido causado por un hecho posterior.( Un marido celoso atropella a su mujer, con la creencia de que esta ya había muerto la tira al río, siendo que la víctima que estaba inconsciente muere por ahogamiento )Aunque en la práctica lo que parece más justo es apreciar un solo delito consumado doloso, el sujeto quería matar a la persona, y ha logrado su objetivo. Lo que le diferencia de la aberratio ictus, es que aquí no se pone en peligro ni se lesiona a otra persona.

- El error sobre los elementos agravantes o cualificantes hace que no puedas conocer las circunstancias agravantes o en su caso el tipo cualificado.

El problema legal que suscitan las hipótesis de error sobre circunstancias atenuantes o error sobre la concurrencia de elementos configuradores de un tipo privilegiado aún está sin solventar. Podría resolverse por la vía de las atenuantes de análogo significado y la analogía in bonan partem, respectivamente.
- Error del tipo permisivo: o el error sobre los presupuestos fácticos de una causa de justificación (como es la legitima defensa putativa), es interpretado por los seguidores de la teoría finalista estricta de la culpabilidad como un error de prohibición. Otro importante sector, del que es partidario Mir Puig, partidarios de la Teoría restringida de la culpabilidad y la teoría de los elementos negativos del tipo, propone aplicar las reglas del error del tipo. Por esta última vía se amplia el ámbito del error relevante penalmente dado el sistema de incriminación específica de la imprudencia.  Tiene un carácter excepcional. La creencia errónea debe ser probada por quien la alega ( inversión de la carga de la prueba). La incidencia del error debe medirse acudiendo al caso concreto, de modo que se vean las circunstancias objetivas concurrentes de cada supuesto y en particular las características personales del sujeto activo en la acción

#### Caso fortuito
Supone la inexistencia del tipo doloso o del tipo imprudente debido al carácter de imprevisibilidad de la situación típica. El caso fortuito puede suponer también una causa de justificación, cuando supone una exclusión de antijuridicidad por no existir desvalor alguno de la acción

#### Ausencia de un elemento subjetivo del tipo
- Aspecto negativo: falta de tipicidad
- Noción de atipicidad: la atipicidad es la no adecuación de la conducta al tipo penal, por la cual da lugar a la no existencia del delito.
- Ausencia de tipo: La ausencia de tipo es la carencia del mismo. Significa que en el ordenamiento legal no existe la descripción típica de una conducta determinada.

## Tipicidad Conglobante
Es dable destacar que entre la tipicidad y la antijuridicidad existe un intersticio que, si bien reside en una cuestión de enfoque, en realidad demuestra que no existe un solo tipo separado de la totalidad del orden normativo, todo lo cual puede conducirnos a la ausencia de tipicidad, previo al análisis de la antijuridicidad. En este sentido Eugenio Raúl Zaffaroni en su explicación dogmática después de mostrar el tipo penal aislado y su función sistemática, la cual consiste en descartar las conductas inocuas y afirmar un campo de realidad problemático que está dado por el pragma, abre su lente para ampliar el enfoque y mostrar el tipo penal en relación con la totalidad del ordenamiento jurídico normativo, incluyéndose asimismo el análisis de todos los reglamentos internos (verbigracia del boxeo), lo que tiene como función descartar las conductas ofensivas de bienes jurídicos, por lesión o por peligro concreto (las lesiones que se producen entre los púgiles durante el fragor de la competencia deportiva), y afirmar aquellas que sí llevan una carga de ofensividad (las cuales van por fuera de lo permitido reglamentariamente). En este sentido las siguientes son sus palabras:
“Establecido un espacio objetivo problemático y, por ende, una eventual conflictividad, el tipo objetivo se completa con el tipo objetivo conglobante, que se integra con los elementos que son requeridos para afirmar la conflictividad del pragma. Estos elementos surgen de la consideración del mismo tipo objetivo pero conglobado en la totalidad del orden normativo (sin consideración de los preceptos permisivos –con los que se completa el orden jurídico- pero que recién se toman en cuenta en la antijuridicidad). La conflictividad del pragma dependerá, por ende, de la ofensividad (lesión o puesta en peligro del bien jurídico). Zaffaroni, E. R. (2009). Estructura básica del derecho penal. Buenos Aires, Argentina: EDIAR.
El autor argentino observa que un malentendido del tipo conglobante puede mover el piso de la tipicidad y provocar un salto inoportuno a la antijuridicidad. Con el propósito de impedir ese movimiento inadecuado, advierte que en el análisis de la tipicidad conglobante no se deben tomar en cuenta los preceptos permisivos, ya que es un asunto de análisis a nivel de la antijuridicidad. Es su parecer que el orden jurídico penal se constituye con normas prohibitivas (negativas: no ejecutarás tal o cual conducta (verbigracia “lesionar”); y positivas: en tales o cuales circunstancias, ejecutarás tal conducta (lesionar al oponente sobre un ring, dentro de lo permitido reglamentariamente) y resultará prohibida cualquier otra (por fuera del reglamento del boxeo) y ya en el plano de la antijuridicidad, dada la prohibición (“no matarás”; “no lesionarás”), el orden jurídico penal se completa con normas permisivas: no ejecutarás tal o cual conducta, salvo que la realices en legítima defensa (lesionar a otro en forma proporcional ante la inminencia de su ataque injustificado), en un estado de necesidad justificante (causar un perjuicio menor ante la amenaza de sufrir un daño mayor) o en el ejercicio de algún derecho (aplicar fuerza sobre otra persona para lograr su reducción y detención con base en un mandato legal).

## La antijuridicidad
La antijuridicidad es aquel desvalor que posee un hecho típico contrario a las normas del Derecho en general (no solo al ordenamiento penal). En resumidas cuentas, lo antijurídico es lo contrario al Derecho. Esta definición no solo es muy amplia, sino que además puede confundirse fácilmente con la tipicidad.
Para entender qué conductas son antijurídicas, se hace una definición negativa: lo contrario al Derecho se define a partir de lo que no es contrario. Luego, es antijurídico toda aquella conducta típica que no se halle amparada por causas de justificación.
La antijuridicidad precisamente radica en contrariar lo establecido en la norma jurídica. Para que sea delictuosa, la conducta ha de ser típica, antijurídica y culpable. La antijuridicidad es otro de los elementos estructurales del delito.
Se le puede considerar como un "elemento positivo" del delito, es decir, cuando una conducta es antijurídica, es considerada como delito. Para que la conducta de un ser humano sea delictiva, debe contravenir el Derecho, es decir, ha de ser antijurídica.
Se considera un concepto jurídico que supone la comparación entre el acto realizado y lo establecido por el ordenamiento y que denota como esta es una conducta contraria a Derecho, "lo que no es Derecho", aunque en realidad la conducta antijurídica no está fuera del Derecho, por cuanto este le asigna una serie de consecuencias jurídicas.

### Antijuridicidad formal y material
Tradicionalmente, se ha venido distinguiendo entre la antijuridicidad formal, que es aquella que viola lo señalado por la Ley, y la material, cuando se trata de una conducta antisocial.
En realidad, una antijuridicidad material sin la antijuridicidad formal no tiene ninguna relevancia para el Derecho. Por otro lado, la antijuridicidad material sirve de fundamento para la formal, de tal modo que aquella conducta prohibida por la ley debe serlo porque protege un bien jurídico.
- Antijuridicidad formal: se afirma de un acto que es "formalmente antijurídico" cuando a su condición de típico se une la de ser contrario al ordenamiento sin que esté justificado por la concurrencia de alguna causa de tal naturaleza, como, por ejemplo, legitima defensa.  Por lo tanto, la antijuridicidad formal no es más que la oposición entre un hecho y el ordenamiento jurídico positivo, juicio que se constata en el modo expuesto.

- Antijuridicidad material: se dice que una acción es "materialmente antijurídica" cuando, habiendo transgredido una norma positiva, condición que exige el principio de legalidad, lesiona o pone en peligro un bien jurídico que el Derecho quiere proteger. La antijuricidad propiamente dicha también se produce cuando se vulnera el bien jurídico que se tutela, sea este la vida, la libertad, la integridad física, etc.

### Tipicidad y antijuridicidad
La antijuridicidad es un juicio negativo de valor que recae sobre un comportamiento humano y que indica que ese comportamiento es contrario a las exigencias del ordenamiento jurídico.
Por el principio de legalidad y de seguridad y certeza jurídicas, solo los comportamientos antijurídicos que son típicos pueden dar lugar a una reacción jurídico penal.
La tipicidad, para un sector de la doctrina, es un indicio de que el comportamiento puede ser antijurídico (ratio cognoscendi). En este sentido, el tipo y la antijuricidad son dos categorías distintas de la teoría del delito. El tipo puede desempeñar una función indiciaria de la antijuricidad, pero no se puede identificar con ella.
Para otro sector, sin embargo, existe una identificación entre tipo y antijuricidad. Es decir, existe una directa relación entre ambas categorías (ratio essendi). Se crítica esta posición porque conduce a considerar las causas de justificación como elementos negativos del tipo. Se añade que en la cotidianidad es difícil equiparar una conducta atípica (por ej. matar un insecto) con una conducta típica, pero realizada mediando una causa de justificación (matar en defensa propia). Las consecuencias de identificar o diferenciar claramente tipo y antijuricidad se reflejan en la teoría del error (error de tipo y error de prohibición).

### Causas de justificación
Las causas de justificación son situaciones reconocidas por el Derecho en las que la ejecución de un acto típico se encuentra permitida, es decir, suponen normas permisivas que autorizan, bajo ciertos requisitos, la realización de actos generalmente prohibidos.
Son normas específicas que excluyen la antijuridicidad de un determinado comportamiento típico que, a priori, podría considerarse antijurídico.
La comprobación del carácter antijurídico de la conducta tiene un carácter negativo, de manera que, una vez identificada la conducta típica, habrá de analizarse su eventual inclusión dentro de las causas de justificación, excluyendo el delito si concurre una de ellas.

#### Consentimiento del titular
Se actúa con el consentimiento del titular del bien jurídico afectado, siempre que se cumplan los siguientes requisitos:
- que se trate de un bien jurídico del que pueda disponer el titular;
- que el titular del bien tenga la capacidad jurídica para disponer libremente del mismo;
- que haya consentimiento expreso, tácito o presunto, sin que exista vicio alguno.

Sin embargo, en la doctrina europea existen dudas acerca de la función del consentimiento en el concepto de delito. Aunque tradicionalmente era considerado causa de justificación supralegal (Alemania) más modernamente se distingue entre consentimiento (causa de justificación) y acuerdo de voluntades (causa de exclusión de la tipicidad). Finalmente, alguna doctrina, considera que el consentimiento habría de ser analizado como elemento determinante del ámbito del riesgo permitido en la teoría de la imputación objetiva.

#### Legítima defensa
Se repele una agresión real, actual o inminente, y sin derecho, en protección de bienes jurídicos propios o ajenos, siempre que exista necesidad de la defensa y racionalidad de los medios empleados y no medie provocación dolosa suficiente e inmediata por parte del agredido o de la persona a quien se defiende.
Se presumirá como defensa legítima, salvo prueba en contrario, el hecho de causar daño a quien por cualquier medio trate de penetrar, sin derecho, al hogar del agente, al de su familia, a sus dependencias, o a los de cualquier persona que tenga la obligación de defender, al sitio donde se encuentren bienes propios o ajenos respecto de los que exista la misma obligación; o bien, lo encuentre en alguno de aquellos lugares en circunstancias tales que revelen la probabilidad de una agresión.

#### Estado de necesidad
Se obre por la necesidad de salvaguardar un bien jurídico propio o ajeno, de un peligro real, actual o inminente, no ocasionado dolosamente por el agente, lesionando otro bien de menor o igual valor que el salvaguardado, siempre que el peligro no sea evitable por otros medios y el agente no tuviere el deber jurídico de afrontarlo.

#### Ejercicio de un derecho
El ejercicio de un derecho se da cuando se causa algún daño al obrar en forma legítima, siempre y cuando exista la necesidad racional del medio empleado.

#### Cumplimiento de un deber
El cumplimiento de un deber consiste en causar daño actuando de forma legítima en el cumplimiento de un deber jurídico, siempre que exista la necesidad racional del medio empleado. El cumplimiento de un deber se encuentra derivado del ejercicio de una profesión.

## La culpabilidad
Bajo la categoría de la culpabilidad como cuarto elemento del concepto de delito se agrupan aquellas cuestiones relacionadas con las circunstancias específicas que concurrieron en la persona del autor en el momento de la comisión del hecho ya calificado como típico y antijurídico. Se trata del elemento del delito en el que la persona del autor se relaciona dialécticamente con el detentador del ius puniendi (estado)
Es común definir la culpabilidad como la reprochabilidad de un acto típico y antijurídico, fundada en que su autor, en la situación concreta, lo ejecutó pudiendo haberse conducido de una manera distinta, es decir, conforme a Derecho. Algunos códigos penales, como el de Paraguay de 1998 llegaba a hacer desaparecer el término "culpabilidad" que era sustituido por el de reprochabilidad. Sin embargo, la doctrina española pone de manifiesto como el término reprochabilidad se asocia al reconocimiento de la existencia del libre albedrío, algo imposible de probar en el caso concreto (Gimbernat Ordeig), por lo que desde teorías preventivas de la pena se propugna su sustitución por la idea de motivabilidad o de exigibilidad (de la Cuesta Aguado).

### Elementos de la culpabilidad
- Determinantes de su existencia:
  - Valoración de conducta: La culpabilidad exige inexcusablemente una valoración del comportamiento humano, y allí donde pueda hacerse un juicio de reproche puede existir una culpabilidad.
  - Juicio de reproche: Es la valoración que se hace en el individuo que cometió un ilícito y su correspondiente acción. En el juicio de reproche se individualiza la pena, es decir, se vincula al hecho injusto con su autor.
- Estructurantes:
  - La imputabilidad: la capacidad de conocer lo injusto del actuar, así como de reconocer la posibilidad de actuar de otra manera.
  - La conciencia de antijuridicidad: la posibilidad de comprender lo injusto del acto concreto.
  - La exigibilidad de actuar de forma diferente: la posibilidad de autodeterminarse conforme al Derecho en el caso concreto.

### La imputabilidad
Establece la capacidad de conocer lo injusto (su "maldad") o inconveniencia para la sociedad, o simplemente, que esta no es apropiada; así como de reconocer la posibilidad de actuar de otra manera.
Un imputable es capaz de comprender el elemento de reproche que forma parte de todo juicio penal, y por lo tanto, si se le halla culpable, será acreedor de una pena. Si no lo puede comprender, será inimputable, no podrá serle reprochada su conducta y el juez, llegado el caso, podrá someterlo a una medida de seguridad y no a una pena.

#### Enfermedad mental
La generalidad de los Códigos Penales incluyen en un mismo artículo dos supuestos, la anomalía o alteración psíquica y el trastorno mental transitorio. Se considera que tales supuestos constituyen una situación de inimputabilidad para el sujeto.
La alteración psíquica trata sobre trastornos mentales psíquicos u orgánicos en los cuales se encuentra presente una desorganización profunda de la personalidad, alteraciones del juicio crítico y de la relación con la realidad, trastornos del pensamiento, ideas y construcciones delirantes, así como trastornos sensoriales, en definitiva, estímulos que anulan el equilibrio psíquico y la capacidad de obrar. Pudiendo englobar este glosario en el concepto más amplio de Enajenación Mental, excluyendo las neurosis y psicopatías y considerando las psicosis y enfermedades orgánico cerebrales.
Según J. Homs Sanz de la Garza, la enajenación mental (EM) es una figura jurídica determinada con importantes relaciones con el trastorno mental transitorio (TMT), con entidad propia que exige un tratamiento y estudio diferenciado de la EM.
Las siguientes patologías quedan encuadradas por la jurisprudencia y por la doctrina (Joaquín Homs Sanz de la Garza, Francisco Javier Álvarez García) bajo la figura jurídica de la EM, dichas patologías son las siguientes: psicosis tales como la esquizofrenia, la paranoia, los trastornos bipolares maniaco-depresivos, determinadas neurosis graves como la histeria o la obsesiva. Además también se tienen en cuenta otras psicopatías y patologías como el alcoholismo degenerativo crónico, drogadicción con menoscabo de la capacidad intelectiva, ludopatía, oligofrenia, personalidad delirante y trastornos de la personalidad.
No obstante, determinadas enfermedades mentales dan lugar a episodios transitorios, que tras desarrollar su virulencia desaparecen sin ningún rastro aparente. Sin embargo, no es así en los casos de EM, ya que la duración del trastorno es crónica y larga, en consecuencia, en la EM, la prueba de que el sujeto activo sufre una patología mental grave crónica, es fundamental para apreciar la inimputabilidad del sujeto aunque debido precisamente al carácter crónico de su enfermedad mental se exigirá una condena con medidas de seguridad.

#### Trastorno mental transitorio
Patología caracterizada por manifestaciones psíquicas de entidad patológica que emergen en forma de brotes puntuales causando trastornos de corta duración, quedando el sujeto en situación de inimputabilidad para a continuación remitir y desaparecer completamente.
En el caso del trastorno mental transitorio, es fundamental poder apreciar que tales manifestaciones patológicas han sido un brote puntual y de carácter exógeno. Ante estas circunstancias, el Ordenamiento Jurídico aprecia que la enfermedad mental y el trastorno mental transitorio difieren en la duración del trastorno y en las causas que lo provocan, por tanto se consideran típicas del trastorno mental transitorio, aquellas manifestaciones psíquicas de entidad patológica de carácter puntual y exógenas. Ya que el sujeto activo, al no ser un auténtico enajenado, no puede ser sometido a internamiento, y tras probarse la falta de peligrosidad del sujeto, se deberá de omitir las medidas de seguridad.
Dentro del mismo se encuadran aquellos trastornos del control de los impulsos y otras manifestaciones psicológicas que anulan la imputabilidad temporalmente, tales como el trastorno explosivo aislado, trastornos por consumo de drogas y tóxicos, la piromanía, cleptomanía y el juego patológico o ludopatía, como afecciones que inciden en la conciencia hasta el punto de anularla. Se incluyen también aquellos supuestos de hipnosis e inconsciencia por sueño, que producen fenómenos repentinos, y comportan una grave interferencia en la elaboración mental propia del sujeto, para luego desaparecer y no dejar huella. Son todos, supuestos de inimputabilidad.
Aunque el TMT y la EM están relacionados con otros fenómenos patológicos como el arrebato o la obcecación, y presentan rasgos paralelos, en ningún momento se llega a anular la capacidad de valoración general del sujeto, sino que más bien es una pérdida momentánea del dominio a consecuencia de la ira o sentimientos afectivos. El estado de obcecación o arrebato puede ser producido por múltiples causas, pero nunca con la intensidad suficiente como para ser considerada como un hecho revelador de inimputabilidad. Se consideran atenuantes.

#### Actio libera in causa
Según la actio libera in causa, se puede imputar a quien comete un acto típico y antijurídico en un estado de inconsciencia provocado por alcohol o estupefacientes, en el cual él mismo se introdujo, que en principio le haría irresponsable por falta del requisito de la culpabilidad, pero el análisis de este es llevado al momento en que se causa el estado de ebriedad, momento en el cual el sujeto pudo haber actuado con culpa o dolo. También por medio de esta doctrina se puede llegar a la conclusión de que el sujeto activo del presunto delito carece de responsabilidad, por haber sido introducido en estado de inconsciencia por un tercero que, por error, dolo o violencia, quebrantó o vició su voluntad.
Los detractores de la acto libera in causa señalan que no se puede construir un delito (acción típica, antijurídica y culpable) sumando la tipicidad y antijuricidad de una acción no culpable, y la culpabilidad de una acción atípica.

### La conciencia de antijuridicidad
Para que exista culpabilidad es necesario que el sujeto tenga conciencia y conocimiento de la antijuricidad del hecho; basta con que el autor tenga motivos suficientes para saber que el hecho cometido está jurídicamente prohibido y es contrario a las normas más elementales que rigen la convivencia.
La conciencia (o conocimiento) de la antijuridicidad del hecho como elemento en la categoría de la culpabilidad está admitido comúnmente en la doctrina y la jurisprudencia que lo considera elemento indispensable para la declarión de culpabilidad. Sin embargo, en la práctica, el conocimiento de la antijuridicidad se presume por los tribunales (véase De la Cuesta Aguado, Conocimiento de la ilicitud. Madrid, 2007). El desconocimiento del carácter ilícito del hecho se trata como error de prohibición.

#### Error de prohibición
Déficit cognitivo del autor de una conducta típica en relación con la antijuridicidad de la conducta. Dependiendo de su carácter de "vencible" (superable) o "invencible" (insuperable) se determina la ausencia o no de culpabilidad. En el caso del vencible solo será tenido en cuenta al momento de individualizar la pena.
El error de prohibición puede ser directo, cuando el sujeto desconocía la existencia de la norma que prohíbe la conducta (una embarazada aborta creyendo que en el país en el cual se encuentra el aborto es legal, ya que en su país lo es) o indirecto, cuando el sujeto sabe que existe una norma jurídica que prohíbe la realización de la conducta, pero el sujeto cree erróneamente que en su caso concreto concurre una causa de justificación. Algunos supuestos de legítima defensa putativa podrían tratarse también como error de prohibición indirecto. (Cree que se trata de una agresión ilegítima, por lo que responde creyendo que actúa en legitima defensa matando al agresor, pero en realidad se trataba de una broma).
- Error vencible: Su consecuencia es que, en el momento de la individualización de la pena, esta será menor por tratarse de un error.

- Error invencible: Su consecuencia es que se excluye la culpabilidad, y tal acción no merecerá ser castigada con una pena.

### La exigibilidad
Es la posibilidad de autoderminsarse conforme a Derecho en el caso concreto.
Se admite que el ordenamiento jurídico penal no puede exigir al ciudadano comportamiento heroico. Surge así la posibilidad de excluir la imposición de la pena (exculpar) por la existencia de circunstancias que sitúen al autor del delito en una situación según la cual adecuar su comportamiento a las exigencias normativas hubiera supuesto una exigencia intolerable para el "hombre medio".
El juicio de exigibilidad se realiza mediante la comparación de las características personales o circunstanciales del destinatario de la normas y de un modelo idealizado construido mediante la generalización. Cuando de esta comparación se deduzca que al sujeto no le era exigible actuar conforme al mandato normativo, su conducta típica y antijurídica no merecerá reproche penal, y como consecuencia, no se podrá afirmar la existencia de un delito por ausencia de culpabilidad.
La mayoría de la doctrina configura dentro de la categoría de la culpabilidad, la exigibilidad de otra conducta en sentido negativo, como "causas de no exigibilidad". Ahora bien, recientemente se propugna desde una perspectiva dialéctica y democrática de la culpabilidad, en España, la consideración de la exigibilidad entendida como posibilidad de reclamar e imponer por parte del ius puniendi un comportamiento acorde con la norma jurídico-penal como el auténtico fundamento material de la culpabilidad. Cuando por razones excepcionales ajenas a su persona el sujeto destinatario de la norma no pudiera adecuar su comportamiento al mandato normativo, surgirían las causas de disculpa o exculpación basadas en la inexigibilidad de otra conducta.
Como causa de inexigibilidad se suelen enumerar el miedo insuperable o el estado de necesidad disculpante (aquel en el que el mal causado es igual que el que se trata de evitar o aquel en el que no se puede determinar cual de los dos males es mayor). También, aunque escasamente admitido por la jurisprudencia, se incluyen como supuestos de no exigibilidad el hurto o el robo famélico.
Los diversos códigos penales admiten estos supuestos con diversos enunciados, pero si el juicio de exigibilidad es un juicio que debe realizar el juez podrían surgir otros supuestos, distintos a los tradicionalmente reconocidos que deberían admitirse como causa de exculpación, aunque la mayoría podría ser considerados como supuestos de estado de necesidad.

#### Fuerza moral irresistible
Ocurre cuando la voluntad del sujeto se ve afectada por un evento externo a su esfera de decisión y gravita de manera inevitable sobre el aspecto decisorio de la persona. Pues si fuese fuerza física o vis absoluta no habría voluntad, por tanto, no habría acción y, lógicamente, no se podría dilucidar la culpabilidad.
Cuando la persona se encuentra bajo una amenaza real e inminente que la obliga a llevar a cabo determinada acción, no le es reprochable el haber obrado de esa manera. El Estado en este caso no le puede exigir a la persona actuar de otra manera.
Los requisitos de la fuerza moral irresistible en materia penal suelen ser iguales que en materia civil (fuerza como vicio del consentimiento), esto es:
Existencia de un evento que sea ajeno a la esfera de acción del sujeto, sea de las cosas o de otra persona; que ese evento sea grave, es decir, que tenga la capacidad suficiente para afectar al sujeto en atención a sus características personales; que sea determinante, es decir, cuando tiene como consecuencia directa la realización del acto; en caso de ser un hecho de otra persona, que sea injusto, es decir, el que ejerza la fuerza moral no tenga derecho a ejercerla o lo haga de forma distinta a lo permitido por el derecho.

#### Miedo insuperable
El miedo insuperable consiste en la ausencia total de representación en el actor de la acción delictiva de las consecuencias de su proceder en el resultado a causa del temor que siente y que es provocado por la persona causante del miedo.

#### Obediencia debida
La obediencia debida es una eximente de responsabilidad penal, por delitos cometidos con motivo de la ejecución de una orden impartida por un superior jerárquico, que beneficia al subordinado dejando subsistente la sanción penal del superior.
Habitualmente se relaciona con la actividad castrense, debido a la subordinación que los miembros de una jerarquía militar deben rendir a sus superiores, en las acciones que competen al servicio prestado. No obstante, puede presentarse en otras actividades de Derecho público, como la administración.